# 中國建設銀行澳門分行

中國建設銀行（澳門）時期標誌

中國建設銀行股份有限公司澳門分行（葡萄牙語：Banco de Construção da China, S.A.）為中國建設銀行（亞洲）的全資附屬公司，現時在澳門有8間分行。
本行前身是美國銀行（澳門）股份有限公司，於2006年由中國建設銀行股份有限公司收購，易名為中國建設銀行（澳門）。

## 歷史
美國銀行（澳門）股份有限公司母公司美國銀行(亞洲)有限公司前身為1912年在香港成立的廣東銀行，之後曾經易名數次。
1988年廣東銀行被美國太平洋銀行收購，同時易名為太平洋亞洲銀行。
1992年，美國太平洋集團與美國銀行集團合併，太平洋亞洲銀行因而雖要再次易名為美國亞洲銀行。
2001年，美國亞洲銀行易名為美國銀行（亞洲）。美國銀行（亞洲）在香港及澳門共設有17間分行，美國銀行（澳門）前身為廣東銀行澳門分行，於1936年7月1日成立，為美國銀行（亞洲）的全資附屬公司。
2005年美國銀行（亞洲）在廣州設立商業及個人銀行代表處，於1月25日正式開幕。 
2006年10月6日，中國建設銀行股份有限公司以97.1億港元全數收購美國銀行集團所持有的美國銀行（亞洲）股權。 美國銀行（亞洲）同時亦宣布撤出中國市場，而上海和廣州的辦事處同時由中國建設銀行經營。

## 澳門分行
澳門方面，美國銀行（澳門）共設三間分行，分別設於中區、新口岸區、高士德區。其中中區分行為美國銀行（澳門）的第一間分行，而高士德區分行開業不久，美國銀行（澳門）就被中國建設銀行股份有限公司收購。
2006年10月6日，中國建設銀行股份有限公司已全數收購美國銀行（亞洲），同時美國銀行（澳門）易名為中國建設銀行（澳門）。
2014年6月7日，中國建設銀行（澳門）易名為中國建設銀行澳門分行。

## 外部連結
- 中國建設銀行（亞洲）股份有限公司（页面存档备份，存于）
- 中國建設銀行澳門分行（页面存档备份，存于）